# Château du Gô
Le château du Gô est un château situé à Albi, dans le Tarn (France).
À l'origine simple métairie, il devient la propriété de la famille de Galaup et le comte de Lapérouse y est né en 1741. L'édifice est inscrit au titre des monuments historiques par arrêté du 11 juillet 1984.

## Localisation
Le château est situé dans le département français du Tarn, sur la commune d'Albi, dans la boucle du Gô, une presqu'île formée par un méandre du Tarn.
Le nom du site vient de l'occitan ga signifiant gué. Un passage à travers le Tarn sépare le hameau du Gô du village de Lescure. Ce nom est mentionné dans les archives depuis 1350.

## Historique

### Origine
Le hameau du Gô est mentionné dès le XIVe siècle. Il est originellement la propriété de l'évêque d'Albi, Peytavin de Montesquiou (en 1339). Même si plusieurs tenanciers successifs, comme l'administrateur des tailles de l'albigeois, sont cités dans les archives, on retrouve plusieurs fois des évêques d'Albi en tant que propriétaires, comme Louis Ier d'Amboise, puis son neveu Louis II d'Amboise. Au moment des guerres de Religion du XVIe siècle, l'une des habitations est fortifiée. Un escalier en bois en est le dernier vestige. 

### De la famille de Galaup à aujourd'hui

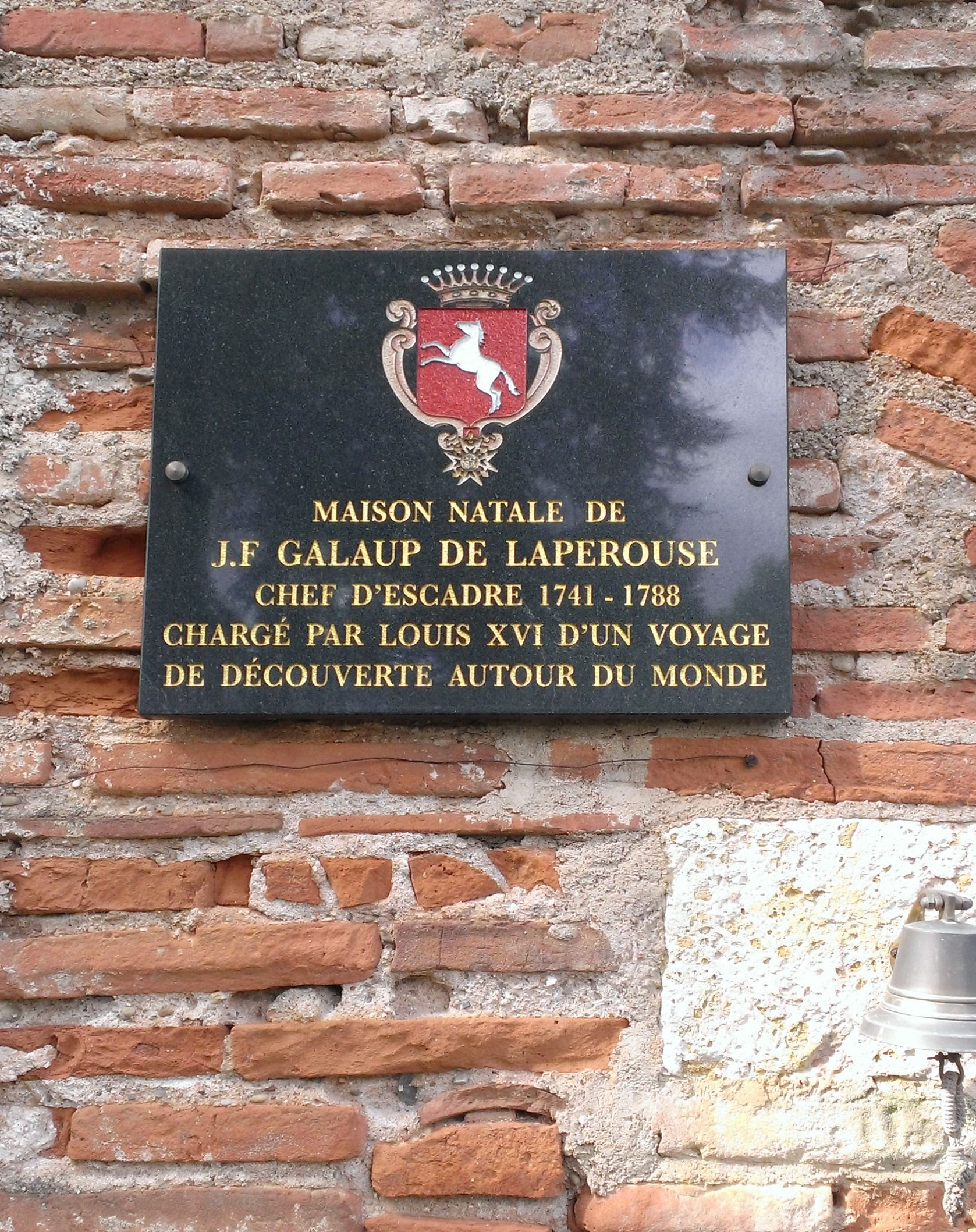
Plaque commémorant la naissance de Lapérouse

Le château du Gô n'est quant à lui originellement qu'une simple métairie. Claude de Galaup, membre d'une famille issue de la riche bourgeoisie d'Albi, achète le domaine en 1613. Il aménage alors la métairie du Gô en un petit château, qui lui sert de résidence secondaire.
Jean-François de Galaup, explorateur plus connu sous le nom de Lapérouse, y nait le 23 août 1741. Il est le fils de Victor-Joseph de Galaup, qui a fait fortune dans la vente de pastel et de Marguerite de Rességuier. Il utilise ses émoluments d'officier de Marine pour racheter la totalité de la presqu'île du Gô qu'il lègue à ses sœurs à sa mort.  
Les héritiers de la famille de Galaup en sont longtemps restés les propriétaires. Récemment racheté, des travaux de restauration et de réaménagement ont été entrepris, afin de convertir le lieu en chambres d'hôtes. 

## Architecture
Le château du Gô est un bâtiment en briques, construit selon un plan en U. De style Renaissance, les trois ailes encadrent une cour orientée au nord, et fermée par un mur ouvert d'une porte cochère. La partie la plus ancienne est celle au sud, qui renferme un escalier à vis. Les ailes est et ouest datent respectivement des XVIIe et XIXe siècles. Les fenêtres sont à croisées de meneaux, et certaines portes présentent des arcs en accolade[réf. souhaitée]. Le salon du rez-de-chaussée a conservé de beaux éléments d'époque, comme son plafond à la française et sa cheminée.
Sur le domaine du château se trouve une nymphée, dont la source reste mystérieuse.

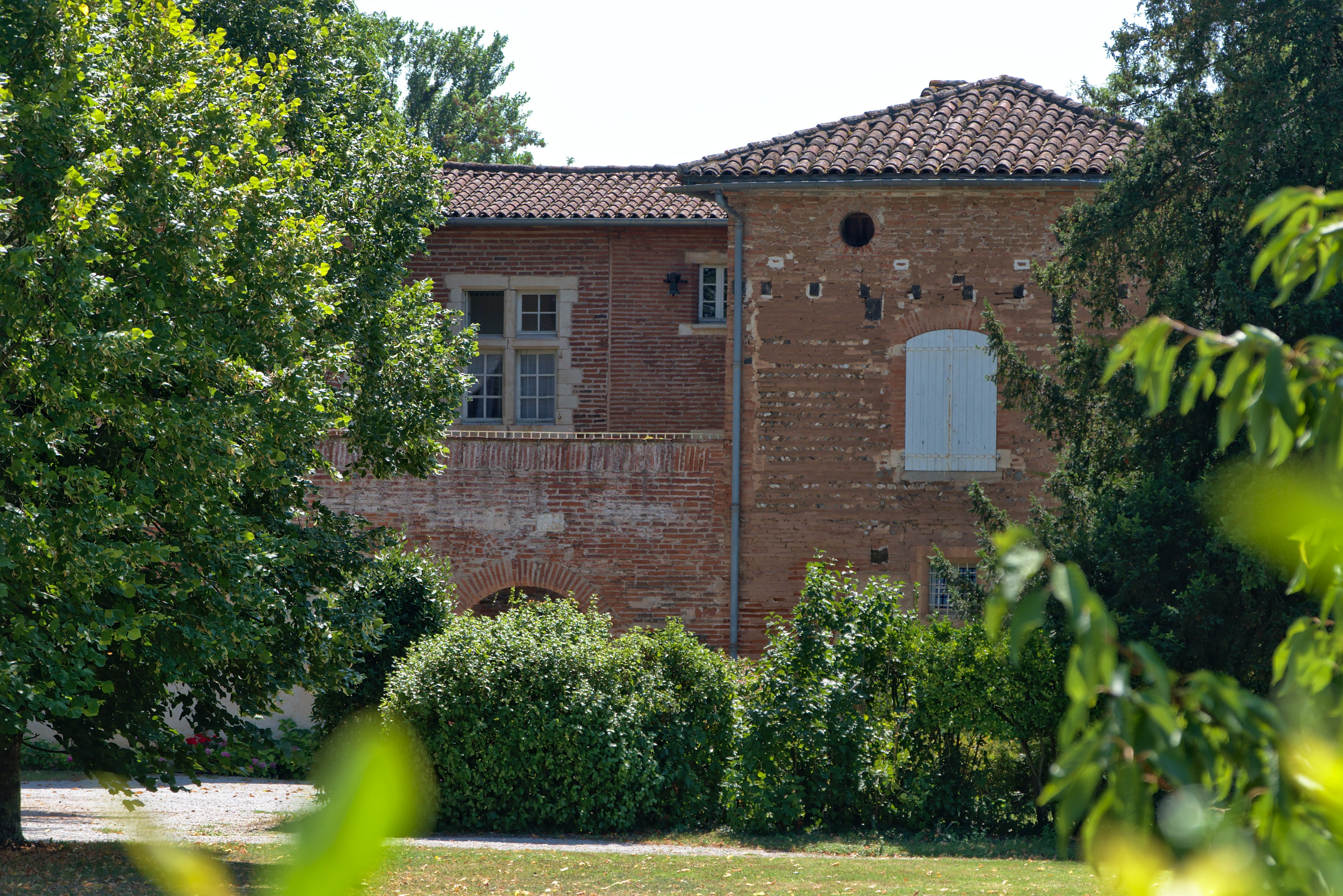
La façade principale, avec sa fenêtre à meneaux